# Paramètre de décélération
Pour les articles homonymes, voir Paramètre (homonymie).
En cosmologie, le paramètre de décélération est la quantité qui décrit l'évolution de l'expansion de l'Univers. Ce paramètre est positif lorsque l'évolution de la distance entre deux objets distants dans l'Univers décélère au cours du temps, et est négatif dans le cas contraire. Il est nul dans le cas limite où toutes les distances dans l'Univers évoluent linéairement dans le temps.

## Formule
Dans un univers en expansion, les distances entre différents objets dans l'Univers sont, à grande échelle, proportionnelles à une quantité appelée facteur d'échelle, traditionnellement notée avec la lettre a. Cette quantité augmente au cours du temps : c'est l'expansion de l'Univers. Observationnellement, l'on peut mesurer le taux à laquelle elle augmente au cours du temps : c'est le taux d'expansion, appelé constante de Hubble, ou, mieux, paramètre de Hubble, noté H = ȧ / a. La constante de Hubble est précisément la valeur actuelle du paramètre de Hubble, notée ainsi : Ho = (ȧ /a)o. Le paramètre de décélération, traditionnellement noté q est lui relié à la variation temporelle de la constante de Hubble, sa valeur actuelle est notée qo. Sa formule s'écrit :
{\displaystyle q=-1-{\frac {\dot {H}}{H^{2}}}},
un point correspondant à la première dérivée − une vitesse − (deux points à la deuxième dérivée − une accélération) par rapport au temps (techniquement appelé temps cosmique en cosmologie), ou alors, en termes du facteur d'échelle,
{\displaystyle q=-{\frac {a{\ddot {a}}}{{\dot {a}}^{2}}}}.
Le signe de l'expression est choisi pour que la quantité soit positive quand l'expansion décélère (ä < 0), et les termes supplémentaires apparaissent de façon que ce paramètre soit un nombre sans dimension.

## Implication pour la cosmologie
La relativité générale prédit une relation entre densité de matière et taux d'expansion de l'Univers (ainsi qu'avec la courbure spatiale de l'Univers, mais celle-ci est considérée comme négligeable depuis les résultats de l'expérience BOOMERanG et du satellite artificiel WMAP). Cette relation est connue sous le nom d'équations de Friedmann. Ces équations donnent également la valeur du paramètre de décélération. Ce paramètre dépend en plus de la valeur de la pression qui règne dans l'Univers. L'importance du paramètre de décélération provient du fait que son signe est déterminé par le rapport de la pression moyenne à la densité d'énergie moyenne qui règnent dans l'Univers. Une valeur nulle du paramètre de décélération correspond en fait à une valeur négative du rapport pression/densité d'énergie. Aucune matière connue en laboratoire ne possédant une pression négative, la mesure d'un paramètre de densité négatif serait signe de l'existence d'une forme de matière amplement présente dans l'Univers mais inconnue sur Terre.

## Contraintes observationnelles
Observationnellement, il est possible de déterminer la valeur du paramètre de décélération. Il faut pour cela être en mesure de déterminer l'évolution temporelle de la distance entre des objets astrophysiques. En pratique, la méthode utilisée est légèrement différente : on regarde une certaine classe d'objets, dont la luminosité absolue est connue (on parle de chandelle standard). Les objets étudiés sont situés à différentes distances de nous. Observationnellement, deux quantités sont relativement bien mesurables : leur décalage vers le rouge, et leur magnitude (leur luminosité apparente). Les équations de Friedmann indiquent qu'il existe une relation entre le décalage vers le rouge et la magnitude, et que cette relation ne dépend, pour des objets qui ne sont pas trop éloignés, que de la valeur de la constante de Hubble et du paramètre de décélération. Cette technique, dont le principe était connu depuis longtemps, a pu être mise en pratique à la fin des années 1990 en utilisant comme chandelles standards des supernovae de type Ia (c'est-à-dire des cadavres d'étoiles appelés naines blanches qui explosent à la suite de l'absorption de matière depuis une étoile compagnon la faisant dépasser un certain seuil de masse, appelé limite de Chandrasekhar). Les équipes du Supernova Cosmology Project de Saul Perlmutter et du High-Z Supernovae d'Adam Riess ont annoncé fin 1998 la première mesure fiable du paramètre de décélération, qui avait une valeur négative,.
Avec les dernières valeurs (septembre 2020) de l'expérience PLANCK, on a :
Ωm° = 0,3153 ± 0,0073, et ΩΛ° = 0,6847 ± 0,0073 et donc qo = ½ Ωm° − ΩΛ° = ≈ −0,527.
Et puisqu'il semble que l'on ait quasiment actuellement : Ωo = Ωm° + ΩΛ° ≈ 1, on a aussi qo = 1/2 − 3/2 ΩΛ°.
On a aussi Ho = 67,36 ± 0,54 (km/s)/Mpc = 2,184 × 10−18 s−1 et donc Ḣo = − Ho2(qo + 1) = 3/2 Ho2( ΩΛ° − 1) ≈ −0,473 Ho2 = −2 × 10−36 s−2 .
Cette variation actuelle minuscule du paramètre de Hubble correspondrait à une diminution actuelle de H de ≈0,2 (mm/s)/Mpc par siècle (soit 3 ppb de la valeur actuelle), une variation que l'on n'est pas près de pouvoir mesurer puisque Ho n'est donnée au mieux actuellement qu'à ±0,5 km/s/Mpc (soit 0,74 %).
Mais ce Ḣ lui-même diminue aussi avec le temps, avec un Ḧ, etc.
Lorsque ΩΛ tendra (asymptotiquement) vers 1 et donc Ωm vers 0, q tendra vers −1 et Ḣ et Ḧ, etc. tendront vers 0 ; sachant que l'on a la relation suivante entre H, Λ et ΩΛ :
H = c (Λ / 3 ΩΛ)½, et avec pour la constante de Hubble, soit la valeur actuelle du paramètre de Hubble : H0 = c (Λ / 3 ΩΛ°) ½.
Le paramètre de Hubble, H, tendra vers une valeur minimale constante, que l'on peut noter avec un indice Λ, signifiant cette valeur limite particulière :
limite H (pour ΩΛ →1) = HΛ = H0 (ΩΛ°)½ = c (Λ / 3)½ ≈ 55,75 km/s/Mpc, une valeur limite qui est uniquement fixée en connaissant les deux meilleures valeurs actuelles Ho et ΩΛ°. Ces deux valeurs corrélées fixent aussi la valeur de la constante cosmologique, Λ = 3 Ho2 ΩΛ° / c2 = ≈ 1,088 × 10−52 m−2.
Cette valeur négative de qo indique que l'expansion de l'Univers s'accélère. D'après ce qui précède, cela implique l'existence d'une forme de matière inconnue en laboratoire, appelée énergie noire. La constante cosmologique est un candidat possible à l'énergie noire, mais ce n'est pas le seul (la quintessence et l'énergie fantôme sont d'autres candidats possibles, quoique considérés comme moins naturels).